# Нисория
Нисорѝя (на италиански: Nissoria, на сицилиански Nissurìa, Нисурия) е малък град и община в южна Италия, провинция Ена, в автономен регион и остров Сицилия. Разположен е на 691 m надморска височина. Населението на града е 3011 души (към 30 декември 2010 г.).